# Origen dels ocells

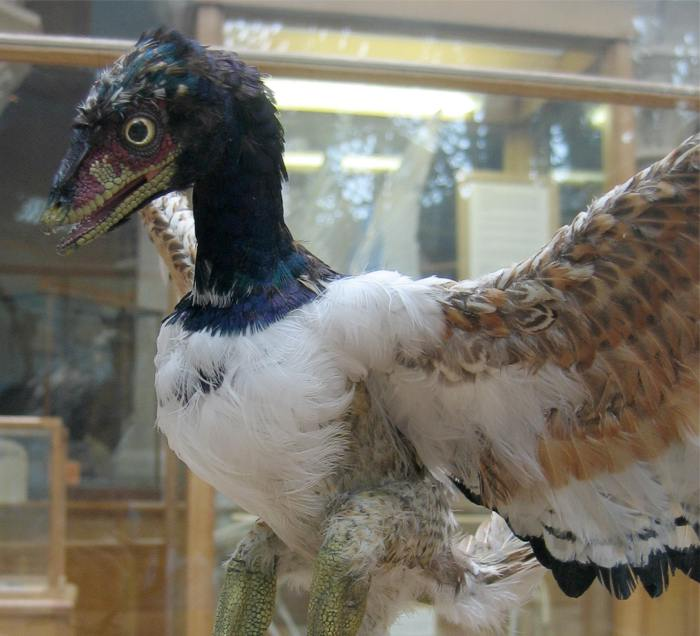
Rèplica de l'ocell primitiu Archaeopteryx lithographica, exposada al Museu d'Història Natural de la Universitat d'Oxford.

L'origen dels ocells ha estat un tema polèmic dins de la biologia evolutiva des de fa molts anys, però més recentment ha emergit un consens científic que sosté que els ocells són un grup de dinosaures teròpodes que evolucionaren durant el Mesozoic. Se suggerí per primer cop una relació propera entre els ocells i els dinosaures al segle xix, després del descobriment de l'ocell primitiu Archaeopteryx a Alemanya, i des de la dècada del 1960 ha estat pràcticament confirmada per l'anatomia comparada i el mètode cladístic d'anàlisi de les relacions evolutives. Els descobriments, que encara continuen, de fòssils de dinosaures amb plomes a la província de Liaoning de la Xina ha projectat llum al tema tant pels especialistes com pel públic general. En un sentit filogenètic, els ocells són dinosaures.
Els ocells comparteixen centenars de característiques esquelètiques úniques amb els dinosaures, especialment amb teròpodes maniraptors derivats com ara els dromeosàurids, que moltes anàlisis indiquen com els seus parents més propers. Tot i que són més difícils d'identificar en el registre fòssil, les semblances en els aparells digestiu i cardiovascular i la presència compartida de plomes també relacionen els ocells amb els dinosaures. El descobriment revolucionari de teixit tou de tiranosaure permeté una comparació de l'anatomia cel·lular i la seqüenciació proteica de teixit de col·lagen; ambdues proporcionaren proves addicionals que corroboraven la relació dinosaures-ocells.
Només uns pocs científics disputen encara l'origen dels ocells a partir dels dinosaures, suggerint que descendeixen d'altres tipus de rèptils arcosaures. Fins i tot entre els que defensen una descendència dels dinosaures, la posició filogenètica exacta dels ocells primitius dins dels teròpodes roman controvertida. L'origen del vol dels ocells és una qüestió separada però relacionada per la qual també s'han proposat diverses respostes.